# ناشوا (نيو هامبشير)
ناشوا (بالإنجليزية: Nashua)‏ وهي مدينة أمريكية تقع في جنوب ولاية نيو هامبشير تقع في مقاطعة هيلسبوروغ في إحصاء سنة 2010 بلغ عدد سكانها 86,494 نسمة، تعتبر ثاني أكبر مدينة في ولاية نيو هامبشير بعد مدينة مانشستر وثالث أكبر مدينة في شمال نيو إنجلاند. وتبلغ مساحة المدينة 82,5 كم مربع، وتعتبر المدينة مركزا لصناعة النسيج منذ بنائها.

## التركيبة السكانية
حدّد مكتب تعداد الولايات المتحدة بيانات التركيبة السكانية لناشوا في تعداد الولايات المتحدة. في ما يلي، التركيبة السكانية حسب تعدادي 2000 و2010.

### تعداد عام 2000
بلغ عدد سكان ناشوا 86,605 نسمة بحسب تعداد عام 2000، وبلغ عدد الأسر 34,614 أسرة وعدد العائلات 22,083 عائلة مقيمة في المدينة. في حين سجلت الكثافة السكانية 1,053.7 نسمة لكل كيلومتر مربع (2,729.1/ميل2). وبلغ عدد الوحدات السكنية 35,387 وحدة بمتوسط كثافة قدره 430.6 لكل كيلومتر مربع (1,115.2/ميل2).
وتوزع التركيب العرقي للمدينة بنسبة 89.25% من البيض و2.01% من الأمريكيين الأفارقة و0.32% من الأمريكيين الأصليين و3.88% من الأمريكيين ذوي الأصول الآسيوية و0.03% من سكان جزر المحيط الهادئ و3.05% من الأعراق الأخرى و1.46% من عرقين مختلطين أو أكثر و6.22% من الهسبانيون أو اللاتينيون من أي عرق.
بلغ عدد الأسر 34,614 أسرة كانت نسبة 33.5% منها لديها أطفال تحت سن الثامنة عشر تعيش معهم، وبلغت نسبة الأزواج القاطنين مع بعضهم البعض 49.3% من أصل المجموع الكلي للأسر، ونسبة 10.4% من الأسر كان لديها معيلات من الإناث دون وجود شريك، بينما كانت نسبة 4% من الأسر لديها معيلون من الذكور دون وجود شريكة وكانت نسبة 36.2% من غير العائلات. تألفت نسبة 28.3% من أصل جميع الأسر من عدة أفراد يعيشون في نفس المنزل ونسبة 8.7% كانت تتألف من شخص يعيش بمفرده يبلغ من العمر 65 عاماً أو أكثر. وبلغ متوسط حجم الأسرة المعيشية 2.46، أما متوسط حجم العائلات فبلغ 3.05.
بلغ العمر الوسطي للسكان 35.8 عاماً. وكانت نسبة 24.6% من القاطنين تحت سن الثامنة عشر، وكانت نسبة 7.4% بين الثامنة عشر والرابعة والعشرين عاماً، ونسبة 33.4% كانت واقعةً في الفئة العمرية ما بين الخامسة والعشرين والرابعة والأربعين عاماً، ونسبة 22.1% كانت ما بين الخامسة والأربعين والرابعة والستين، ونسبة 10.9% كانت ضمن فئة الخامسة والستين عاماً فما فوق. يوجد لكل 100 أنثى 98.1 ذكر، ويوجد لكل 100 أنثى في الثامنة عشر من عمرها فما فوق 95.8 ذكر.
بلغ متوسط دخل الأسرة في المدينة 51,969 دولارًا، أما متوسط دخل العائلة فبلغ 61,102 دولارًا. وكان متوسط دخل الذكور 43,893 دولارًا مقابل 29,171 دولارًا للإناث. وسجل دخل الفرد الخاص بالمدينة 25,209 دولارًا. وكانت نسبة 5% من العائلات ونسبة 6.8% من السكان تحت خط الفقر، وكان من هؤلاء نسبة 9.1% تحت سن الثامنة عشر ونسبة 6.4% في الخامسة والستين من العمر وما فوق.

### تعداد عام 2010
بلغ عدد سكان ناشوا 86,494 نسمة بحسب تعداد عام 2010، وبلغ عدد الأسر 35,044 أسرة وعدد العائلات 21,876 عائلة مقيمة في المدينة. في حين سجلت الكثافة السكانية 1,052.4 نسمة لكل كيلومتر مربع (2,725.7/ميل2). وبلغ عدد الوحدات السكنية 37,168 وحدة بمتوسط كثافة قدره 452.2 لكل كيلومتر مربع (1,171.2/ميل2).
وتوزع التركيب العرقي للمدينة بنسبة 83.38% من البيض و2.71% من الأمريكيين الأفارقة و0.29% من الأمريكيين الأصليين و6.50% من الأمريكيين ذوي الأصول الآسيوية و0.03% من سكان جزر المحيط الهادئ و4.56% من الأعراق الأخرى و2.52% من عرقين مختلطين أو أكثر و9.84% من الهسبانيون أو اللاتينيون من أي عرق.
بلغ عدد الأسر 35,044 أسرة كانت نسبة 31.1% منها لديها أطفال تحت سن الثامنة عشر تعيش معهم، وبلغت نسبة الأزواج القاطنين مع بعضهم البعض 45.9% من أصل المجموع الكلي للأسر، ونسبة 11.6% من الأسر كان لديها معيلات من الإناث دون وجود شريك، بينما كانت نسبة 4.9% من الأسر لديها معيلون من الذكور دون وجود شريكة وكانت نسبة 37.6% من غير العائلات. تألفت نسبة 29.4% من أصل جميع الأسر من عدة أفراد يعيشون في نفس المنزل ونسبة 9.6% كانت تتألف من شخص يعيش بمفرده يبلغ من العمر 65 عاماً أو أكثر. وبلغ متوسط حجم الأسرة المعيشية 2.42، أما متوسط حجم العائلات فبلغ 3.01.
بلغ العمر الوسطي للسكان 38.5 عاماً. وكانت نسبة 22.1% من القاطنين تحت سن الثامنة عشر، وكانت نسبة 9.3% بين الثامنة عشر والرابعة والعشرين عاماً، ونسبة 28% كانت واقعةً في الفئة العمرية ما بين الخامسة والعشرين والرابعة والأربعين عاماً، ونسبة 27.8% كانت ما بين الخامسة والأربعين والرابعة والستين، ونسبة 12.7% كانت ضمن فئة الخامسة والستين عاماً فما فوق. وتوزع التركيب الجنسي للسكان بنسبة 49.3% ذكور و50.7% إناث.

## المناخ
يظهر الجدول التالي التغييرات المناخية على مدار السنة لناشوا:
| البيانات المناخية لـناشوا           | البيانات المناخية لـناشوا | البيانات المناخية لـناشوا | البيانات المناخية لـناشوا | البيانات المناخية لـناشوا | البيانات المناخية لـناشوا | البيانات المناخية لـناشوا | البيانات المناخية لـناشوا | البيانات المناخية لـناشوا | البيانات المناخية لـناشوا | البيانات المناخية لـناشوا | البيانات المناخية لـناشوا | البيانات المناخية لـناشوا | البيانات المناخية لـناشوا |
| الشهر                               | يناير                     | فبراير                    | مارس                      | أبريل                     | مايو                      | يونيو                     | يوليو                     | أغسطس                     | سبتمبر                    | أكتوبر                    | نوفمبر                    | ديسمبر                    | المعدل السنوي             |
| ----------------------------------- | ------------------------- | ------------------------- | ------------------------- | ------------------------- | ------------------------- | ------------------------- | ------------------------- | ------------------------- | ------------------------- | ------------------------- | ------------------------- | ------------------------- | ------------------------- |
| متوسط درجة الحرارة الكبرى °ف (°م)   | 33.2 (0.7)                | 37.2 (2.9)                | 45.2 (7.3)                | 57.9 (14.4)               | 68.9 (20.5)               | 77.3 (25.2)               | 82.4 (28.0)               | 81.1 (27.3)               | 73.3 (22.9)               | 61.5 (16.4)               | 50.1 (10.1)               | 38.5 (3.6)                | 59.0 (15.0)               |
| متوسط درجة الحرارة الصغرى °ف (°م)   | 12.3 (−10.9)              | 15.2 (−9.3)               | 23.4 (−4.8)               | 33.6 (0.9)                | 44.1 (6.7)                | 54.0 (12.2)               | 59.3 (15.2)               | 57.6 (14.2)               | 49.3 (9.6)                | 37.2 (2.9)                | 29.3 (−1.5)               | 19.4 (−7.0)               | 36.3 (2.4)                |
| الهطول إنش (مم)                     | 3.42 (87)                 | 3.36 (85)                 | 4.30 (109)                | 4.36 (111)                | 4.07 (103)                | 4.40 (112)                | 3.88 (99)                 | 3.91 (99)                 | 3.72 (94)                 | 4.44 (113)                | 4.26 (108)                | 3.85 (98)                 | 47.97 (1٬218)             |
| متوسط تساقط الثلوج إنش (سم)         | 16.5 (42)                 | 13.2 (34)                 | 10.7 (27)                 | 0.8 (2.0)                 | 0 (0)                     | 0 (0)                     | 0 (0)                     | 0 (0)                     | 0 (0)                     | trace                     | 2.1 (5.3)                 | 11.6 (29)                 | 54.9 (139)                |
| متوسط أيام هطول الأمطار (≥ 0.01 in) | 9.4                       | 8.5                       | 9.9                       | 11.0                      | 12.0                      | 11.5                      | 10.4                      | 9.1                       | 8.8                       | 9.9                       | 10.7                      | 9.6                       | 120.8                     |
| متوسط الأيام المثلجة (≥ 0.1 in)     | 5.7                       | 4.2                       | 3.5                       | 0.4                       | 0                         | 0                         | 0                         | 0                         | 0                         | 0                         | 1.0                       | 3.9                       | 18.7                      |
| المصدر: NOAA (normals 1981−2010)    |                           |                           |                           |                           |                           |                           |                           |                           |                           |                           |                           |                           |                           |

## توأمة
لناشوا (نيو هامبشير) اتفاقيات توأمة مع:
- ميسور (8 يوليو 2016 - )[6]

## معرض صور

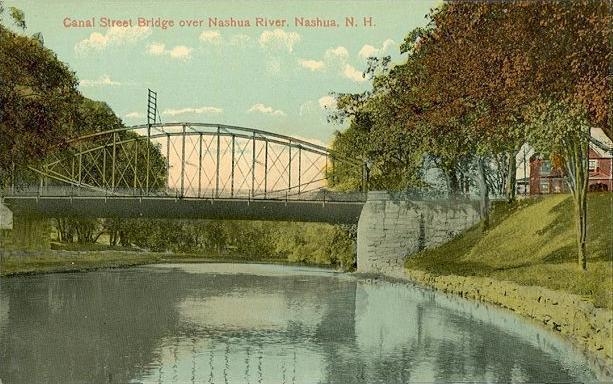
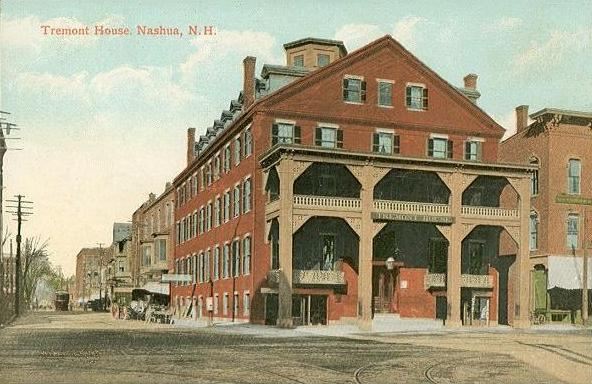
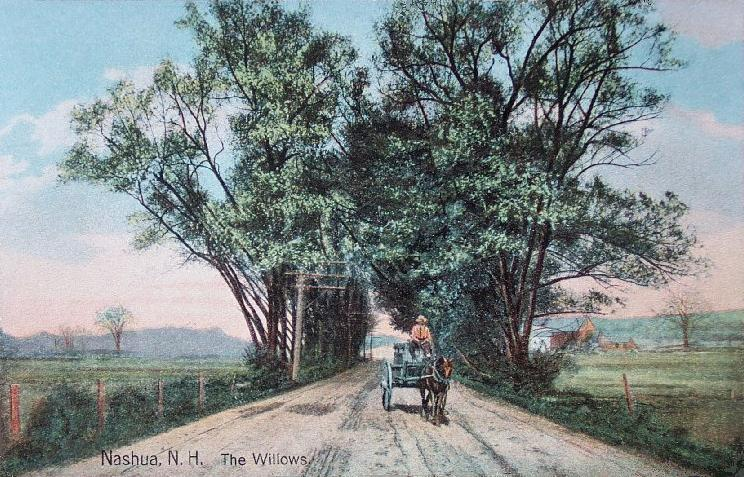
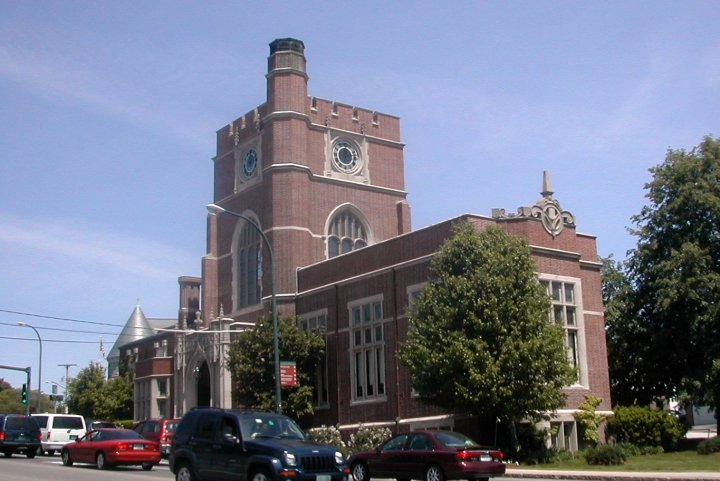

## أعلام
- جوانا ليندسي
- جيسي دبليو. ماركهام
- جاد غريغ
- ماندي مور
- بادي جانيت
- هيو غريغ
- هارون فليتشير ستيفنز
- والتر لونغ
- تربل إتش
- راندي هاريسون